# Autostrada Frăției și Unității
Autostrada M-1 (conform numelui official) a fost o autostradă în Iugoslavia, construită între 1948 și 1965, care lega frontierele cu Grecia și Austria, trecând prin Republicile Socialiste ale Macedoniei, Serbiei, Croației și Sloveniei. Întinzându-se pe o distanță de 1188 km, între Rateče (ulterior Tunelul Karawanken) și Gevgelija, aceasta era un coridor de tranzit important, și prima șosea modernă din țară.

## Denumire
Denumirea officială a fost de M-1, autostrada fiind clasată drept ”Magistrală Rutireră”. În timpul proiectării, Iosip Broz Tito a propus denumirea viitoarei șosele în ”Autostrada Frăției și Unității”, motto-ul oficial al Iugoslaviei socialiste. În poporul iugoslav, era pur și simplu denumită drept autostradă (autoput, autocesta), deoarece pentru mult timp a fost și singura autostradă din Iugoslavia (termenul a pierdut importanță după ce republicile independente și-au construit propriile autostrăzi). Așadar, în cele 4 limbi majore din Iugoslavia, se numea astfel:
- Slovenă: Avtocesta bratstva in enotnosti
- Croată: Autocesta "Bratstvo i jedinstvo"
- Sârbă: Autoput "Bratstvo i jedinstvo" (caractere latine), Аутопут "Братство и јединство" (caractere chirilice)
- Macedonă: Автопат „Братство и единство“

## Traseu și istorie

### Iugoslavia socialistă
Ca parte a programului de reconstruire a Iugoslaviei după cel de-al Doilea Război Mondial (sau cunoscut în Iugoslavia ca ”Lupta de Eliberare Națională”), mai mulți proiectanți rutieri au propus crearea unui coridor rutier, care să lege întreaga Iugoslavie. Ulterior, în 1947, lucrările la prima secțiune a șoselei, între Belgrad și Zagreb, au început, cu ajutorul Armatei Poporului Iugoslav, și a Acțiunii Muncitorești a Tineretului, fiind inaugurată în 1950. Următoarea secțiune, între Zagreb și Ljubljana, a fost finalizată în doar 8 luni pe parcursul anului 1958, cu ajutorul 54.000 de voluntari tineri. Restul secțiunilor (Ljubljana-Rateče și Belgrad-Gevgelija) au fost finalizate până în anul 1965. Șoseaua modernă beneficia de confortul unei autostrăzi moderne: intersecții denivelate, spații de odihnă, alimentare și serviciu, viraje reduse. Totuși, din cauza lipsei de materiale, unele tronsoane erau construite din plăci prefabricate de beton, asfalt-beton, ba chiar și piatră cubică, și dispunea doar de 2 benzi pe întreaga lungime.

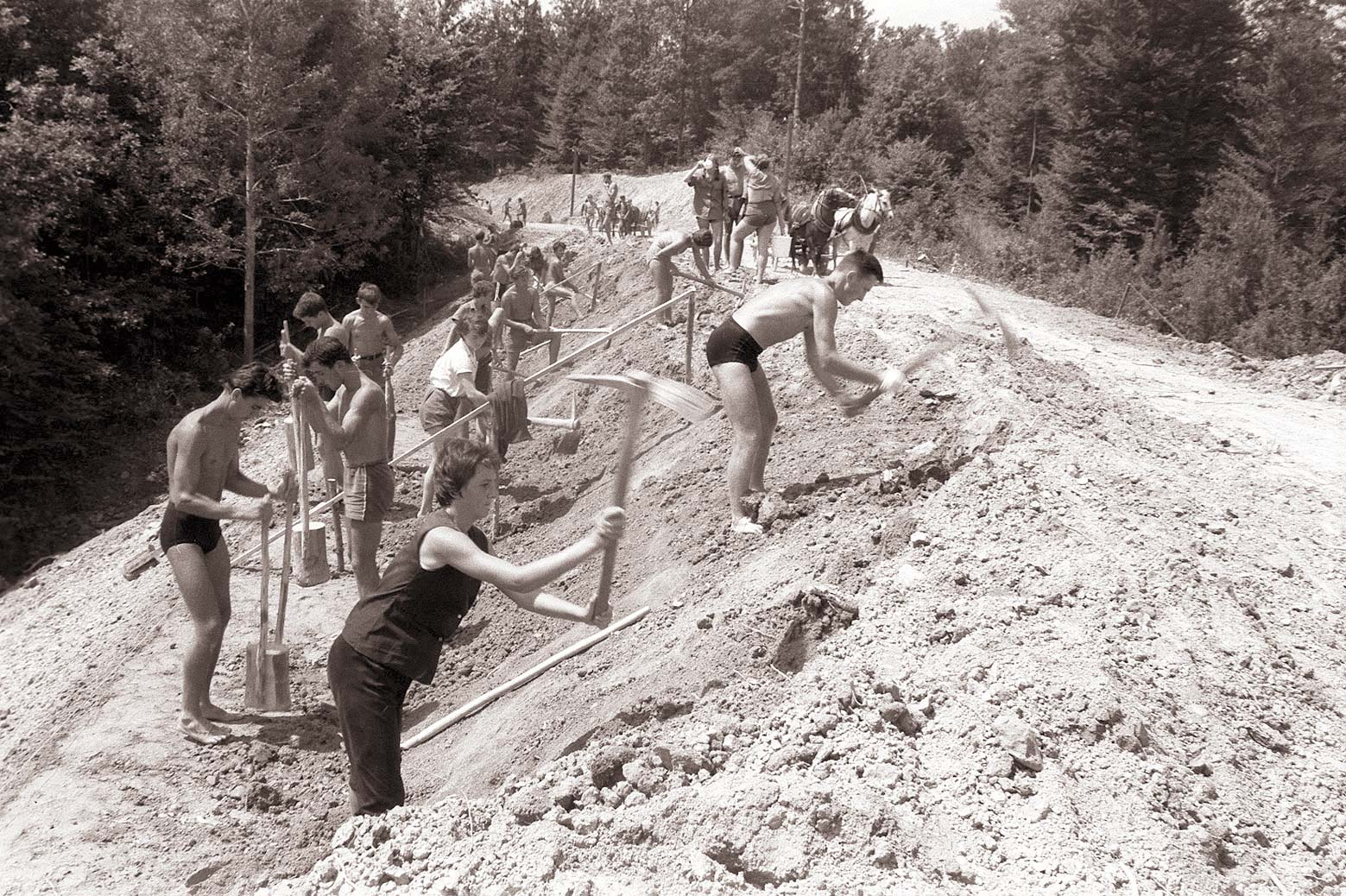
Lucrări la secțiunea spre Rateče, 19 iulie 1960

Odată cu anii 1960 și anii 1970, drumul a devenit adesea frecventat de gastarbeiteri din Grecia, Iugoslavia și Turcia, care își vizitau țările natale vara, venind din Germania de Vest, Austria și alte țări occidentale. Nu numai atât, dar și turiști ce foloseau mașinile pentru a ajunge în destinații de vacanță în Sud-Estul Europei foloseau și ei autostrada, deoarece traversarea Iugoslaviei era mai ușoară decât alte trasee mai scurte prin țările Pactului de la Varșovia. Astfel, drumul a devenit foarte aglomerat, iar accidentele erau des întâlnite. Confruntându-se cu această problemă, autostrada a fost lărgită în mai multe zone:
- Belgrad (autostradă urbană): 1970-1977
- Zagreb (centură de ocolire): 1974-1979
- Belgrad-Niș: 1977-1985
- Ljubljana-Kranj: 1984
- Zagreb-Slavonski Brod: 1983-1986
- Belgrad-Sremska Mitrovica: 1987
- Ljubljana-Višnja Gora: 1989
- Tunelul Karawanken: 1991

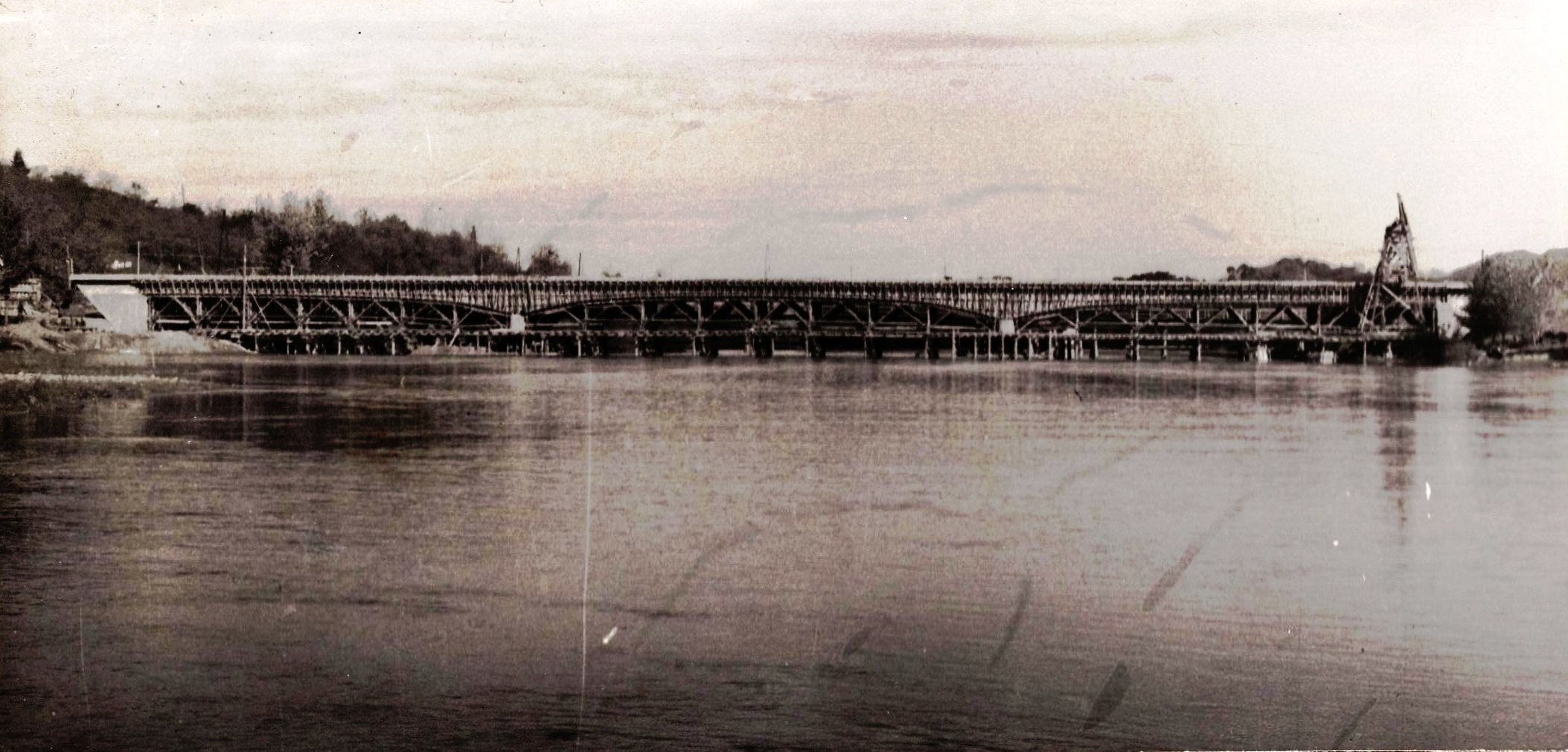
Construirea unui pod la Malošište, Macedonia în anii 1950

Așadar, până în iunie 1991, înaintea începerii Războiului de Zece Zile (care a dus la căderea Iugoslaviei), autostrada se prezenta astfel: 
| Tronson                                                   | Șoseaua Europeană corespondentă | Configurație            | Lungime    | Inaugurare și reconstrucție    |
| --------------------------------------------------------- | ------------------------------- | ----------------------- | ---------- | ------------------------------ |
| Jesenice – Kranj                                          | European route E61 shield       | Șosea rapidă cu 2 benzi | ?          | până în 1965                   |
| Kranj – Ljubljana - Višnja Gora                           | European route E61 shield       | Autostradă cu 4 benzi   | ?          | 1958-1965 1984-1989            |
| Višnja Gora – Novo mesto – Jankomir (Ocolirea Zagrebului) | European route E70 shield       | Șosea rapidă cu 2 benzi | ?          | 1958                           |
| Jankomir (Ocolirea Zagrebului) – Slavonski Brod           | European route E70 shield       | Autostradă cu 4 benzi   | ca. 207 km | 1947-1950 1974-1979, 1983-1986 |
| Slavonski Brod – Sremska Mitrovica                        | European route E70 shield       | Șosea rapidă cu 2 benzi | ?          | 1947-1950                      |
| Sremska Mitrovica – Belgrad – Leskovac                    | și                              | Autostradă cu 4 benzi   | ca. 277 km | 1947-1965 1977-1985, 1990-1992 |
| Leskovac – Kumanovo                                       | European route E75 shield       | Șosea rapidă cu 2 benzi | ?          | până în 1965                   |
| Kumanovo – Titov Veles                                    | European route E75 shield       | Autostradă cu 4 benzi   | ?          | până în 1965 1977-1979         |
| Titov Veles – Gevgelija/Evzoni                            | European route E75 shield       | Șosea rapidă cu 2 benzi | ?          | până în 1965                   |

Alte tronsoane urmau să fie reconfigurate, iar unul nou, Varianta ocolitoare a Belgradului urma să fie construit înecpând cu 1989.

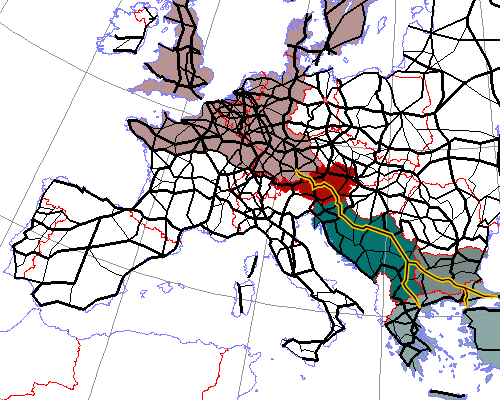
Ruta Gastarbeiterilor, pe harta drumurilor Europene. Aceasta traversa Iugoslavia între Zagreb și Niș, de unde se ramifica

Între 1991 și 1995, ca urmare a războaielor Iugoslave, mai multe tronsoane (mai ales cel prin Slavonia, între Belgrad și Zagreb) au fost afectate, și necirculabile.

### După căderea Iugoslaviei
După căderea Iugoslaviei, clasificarea oficială a șoselei M-1 a rămas doar în Serbia, care a moștenit secțiunea sa între Preșevo și Lipovăț. Clasificarea de M-1 a dispărut în 2013, odata ce categoria de magistrale rutiere a dispărut și ea, devenind fie autostrăzi, fie drumuri statale.
Șoseaua a fost reconstruită încontinuu, iar pe întreaga lungime a sa, începând cu 18 mai 2019, după terminarea tronsonului din Defileul Grdelica din Sudul Serbiei, este o autostradă modernă. Există tronsoane moștenite din autostrada veche, totuși. Spre exemplu, în Slovenia, între Grosuplje și Višnja Gora, banda spre Zagreb a fost construită pe aliniamentul autostrăzii vechi, banda spre Ljubljana fiind construită pe un aliniament nou, iar în Macedonia, între Katlanovo și Veles, s-a aplicat aceiași soluție pentru a reduce din costuri, unde banda spre Gevgelija este construită pe aliniamentul vechi, iar cea spre Skopje pe unul total nou.
Astăzi, următoarele autostrăzi moștenesc o mare parte din traseul vechi al fostei șosele.
- Serbia - A3, la vest de Belgrad și A1 la sud de Belgrad.
- Slovenia - A2;
- Croația - A3;
- Macedonia - A1.

## Galerie

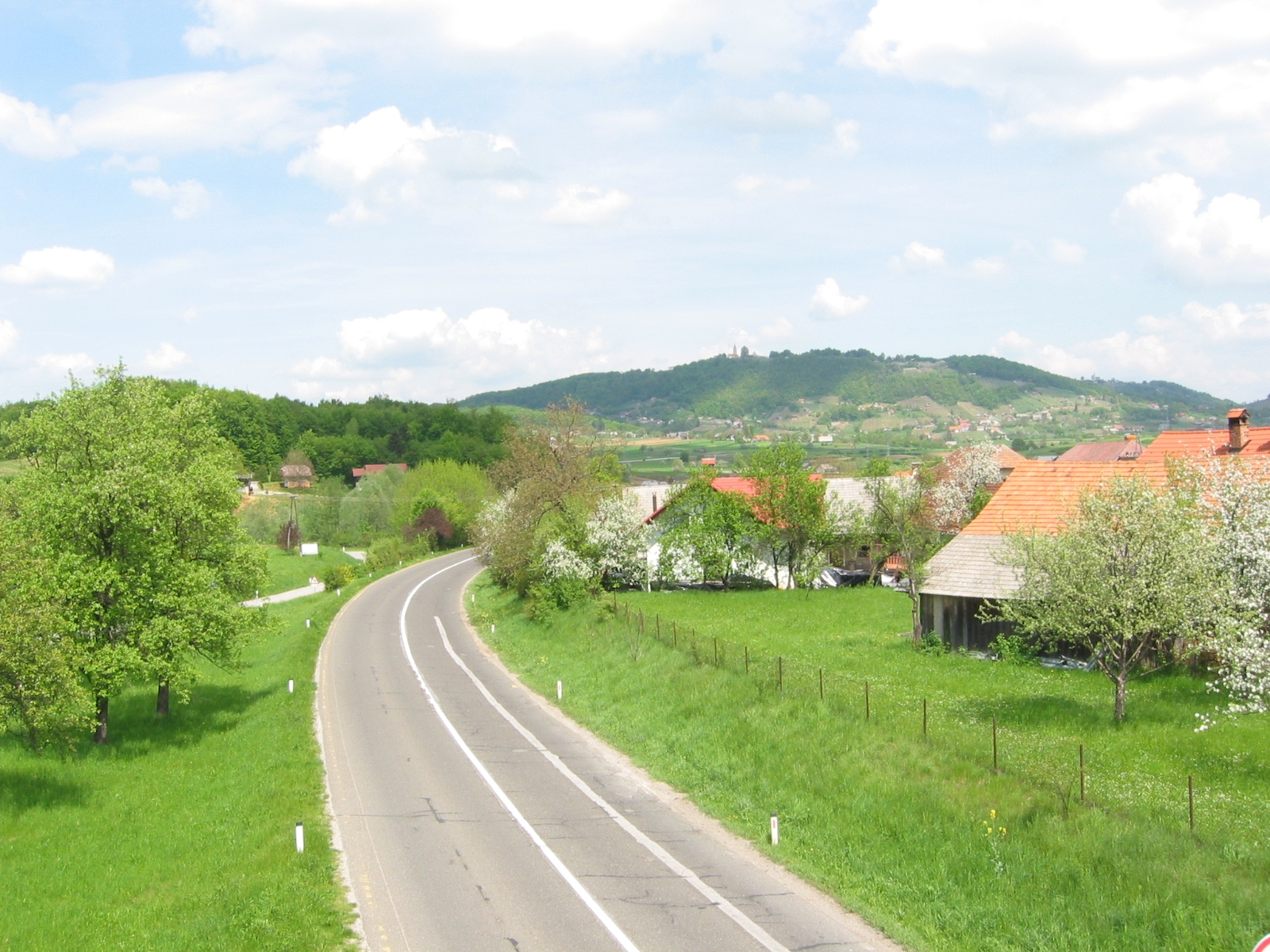
Tronson al autostrăzii la Dolenje Kronovo în 2005
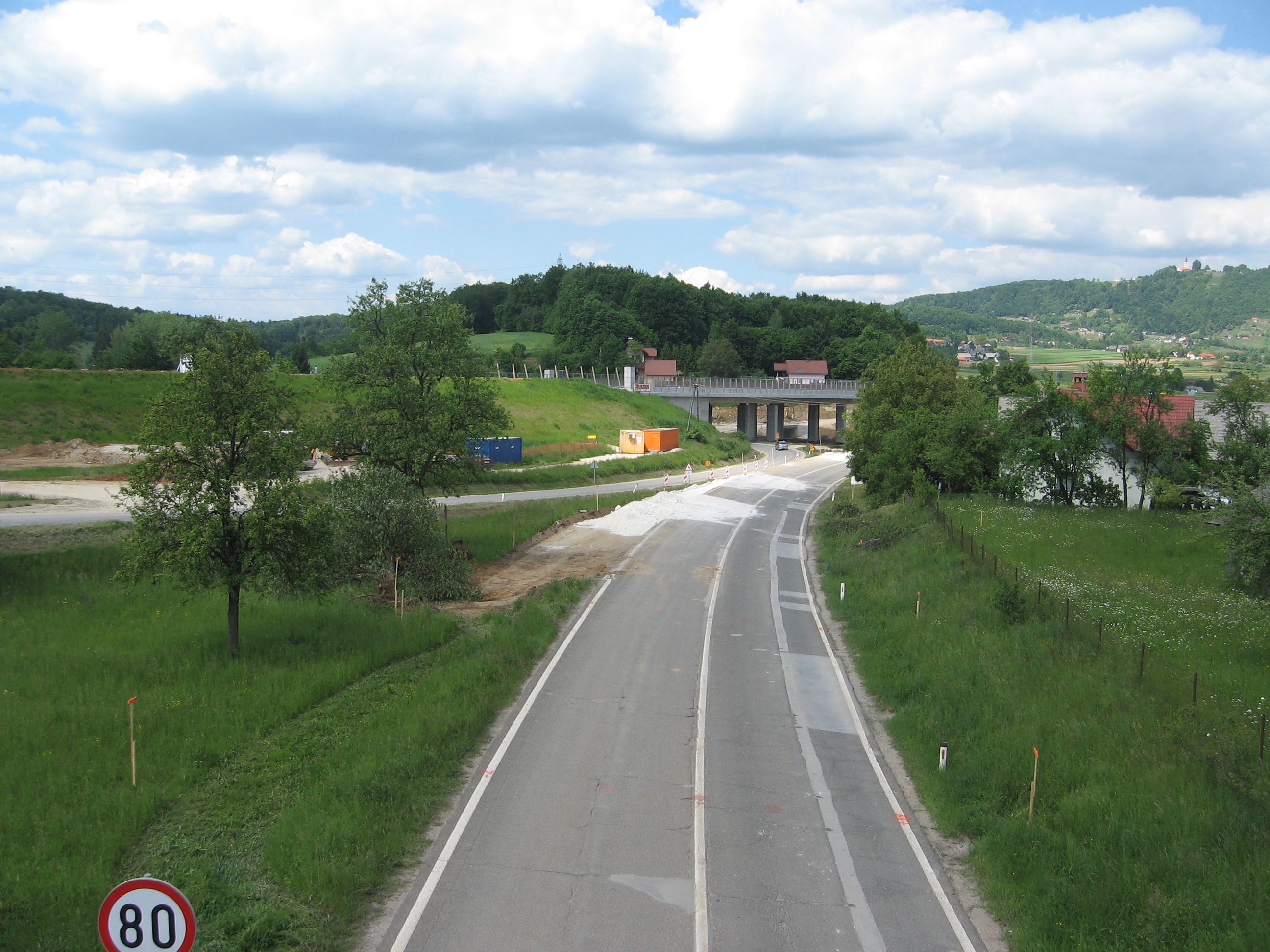
Același tronson în 2008, odată cu construitea autostrăzii A2, utilizând un aliniament nou
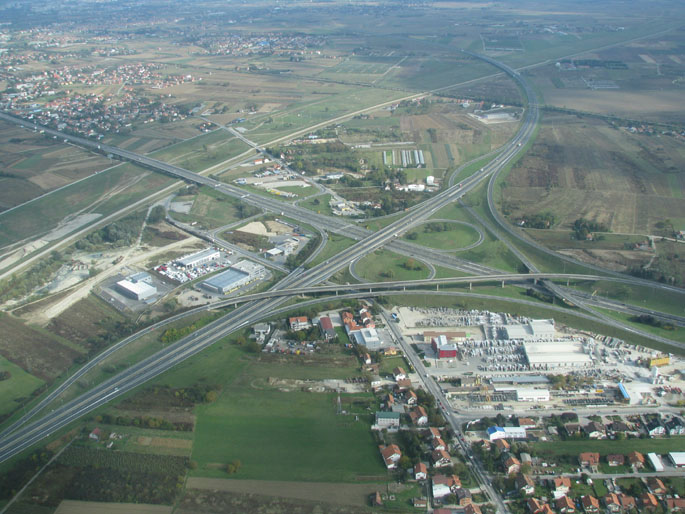
Nodul Lučko, varianta ocolitoare a Zagrebului
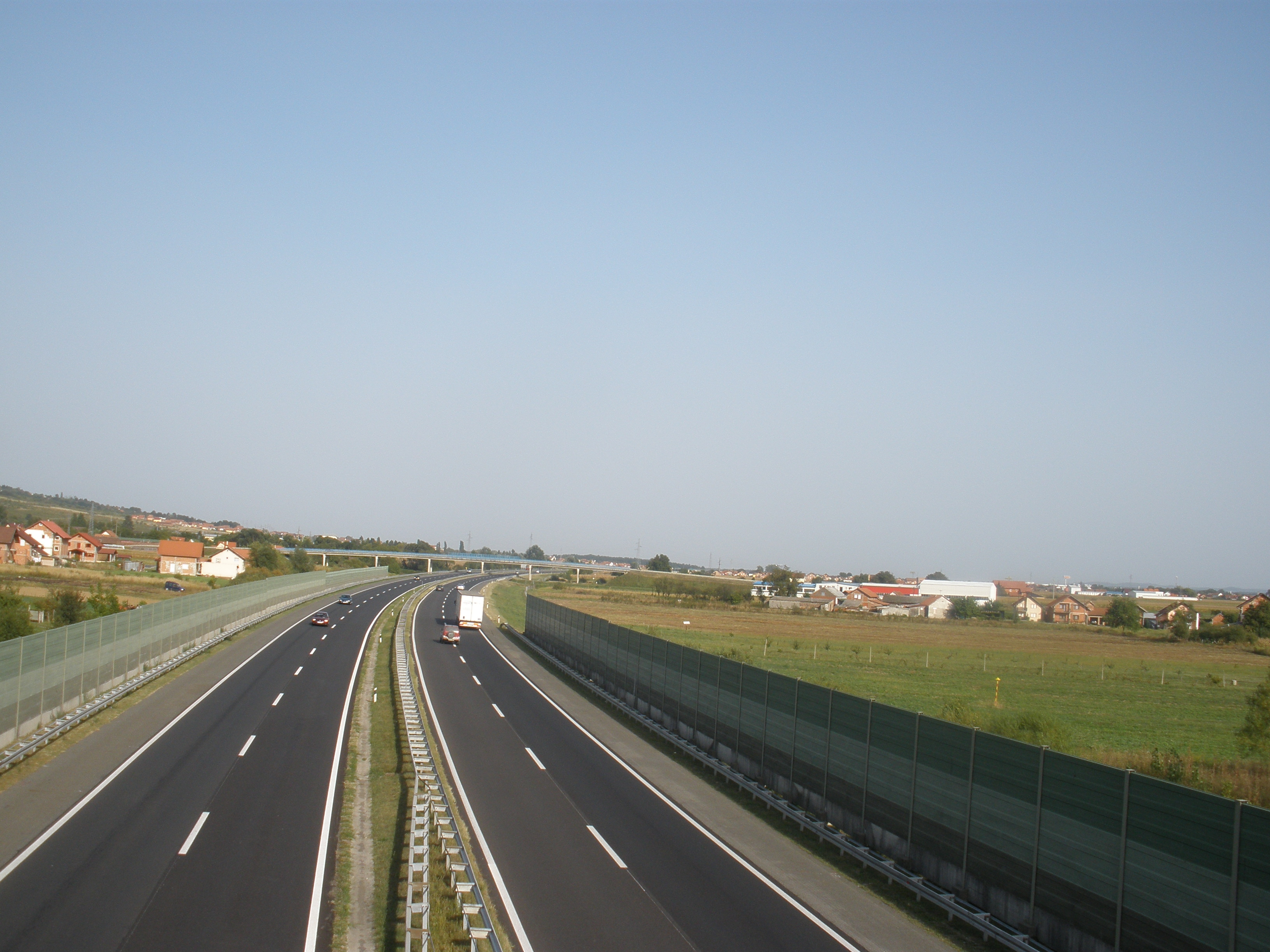
Autostrada A3 (zona croată) lângă Slavonski Brod
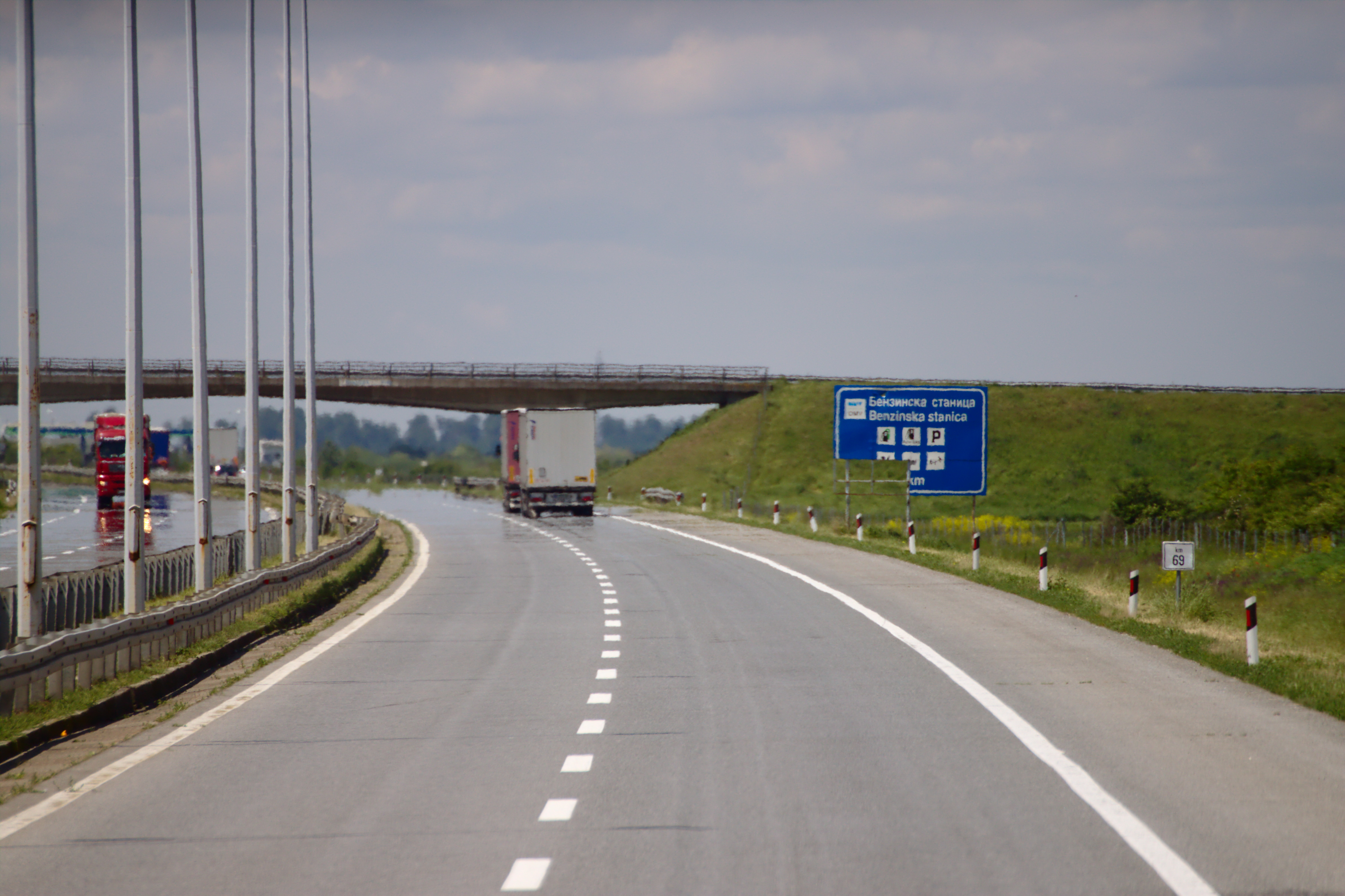
Autostrada A3 (zona sârbă) între Belgrad și Șid
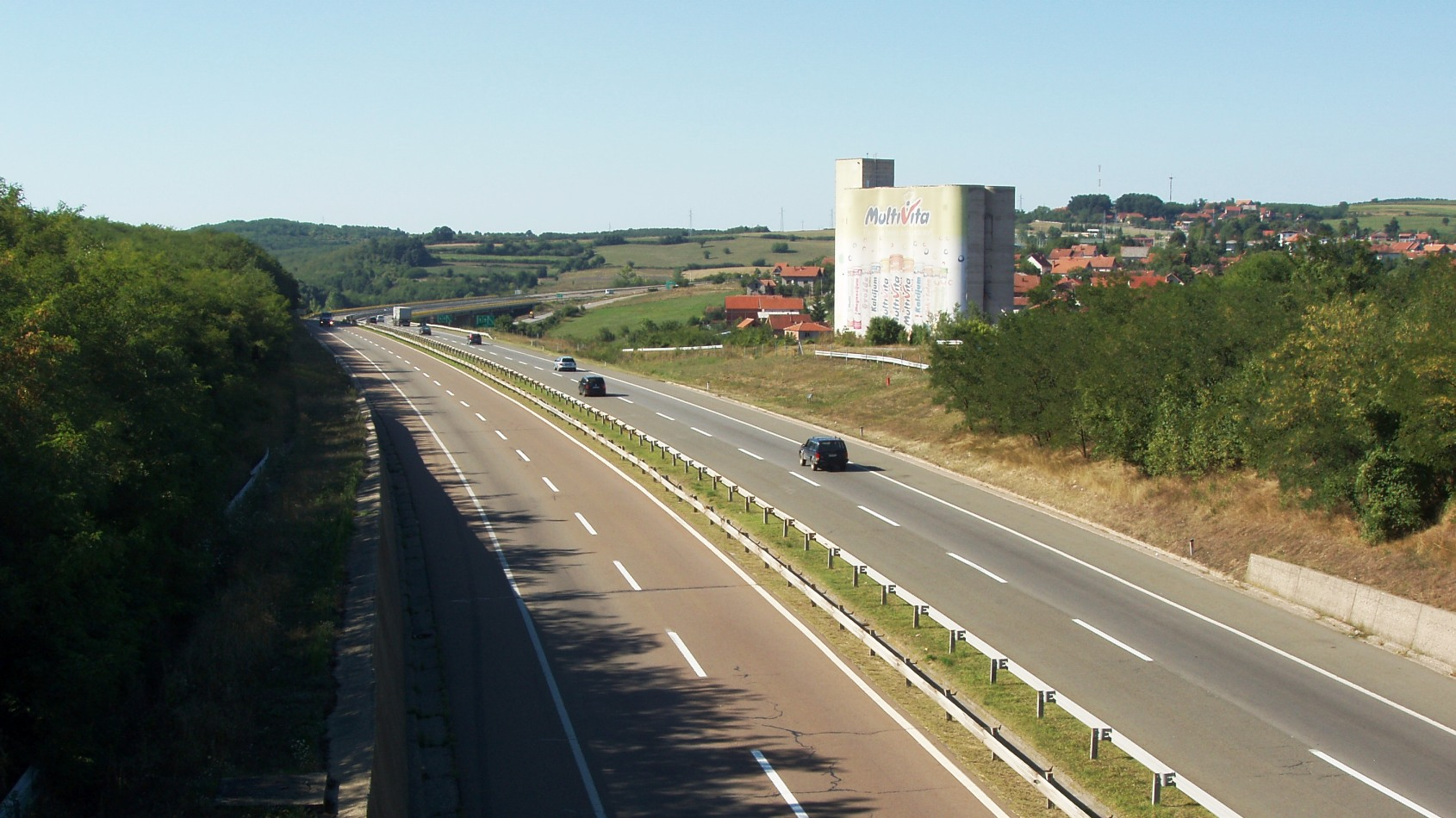
A1 la Ražanj, Serbia
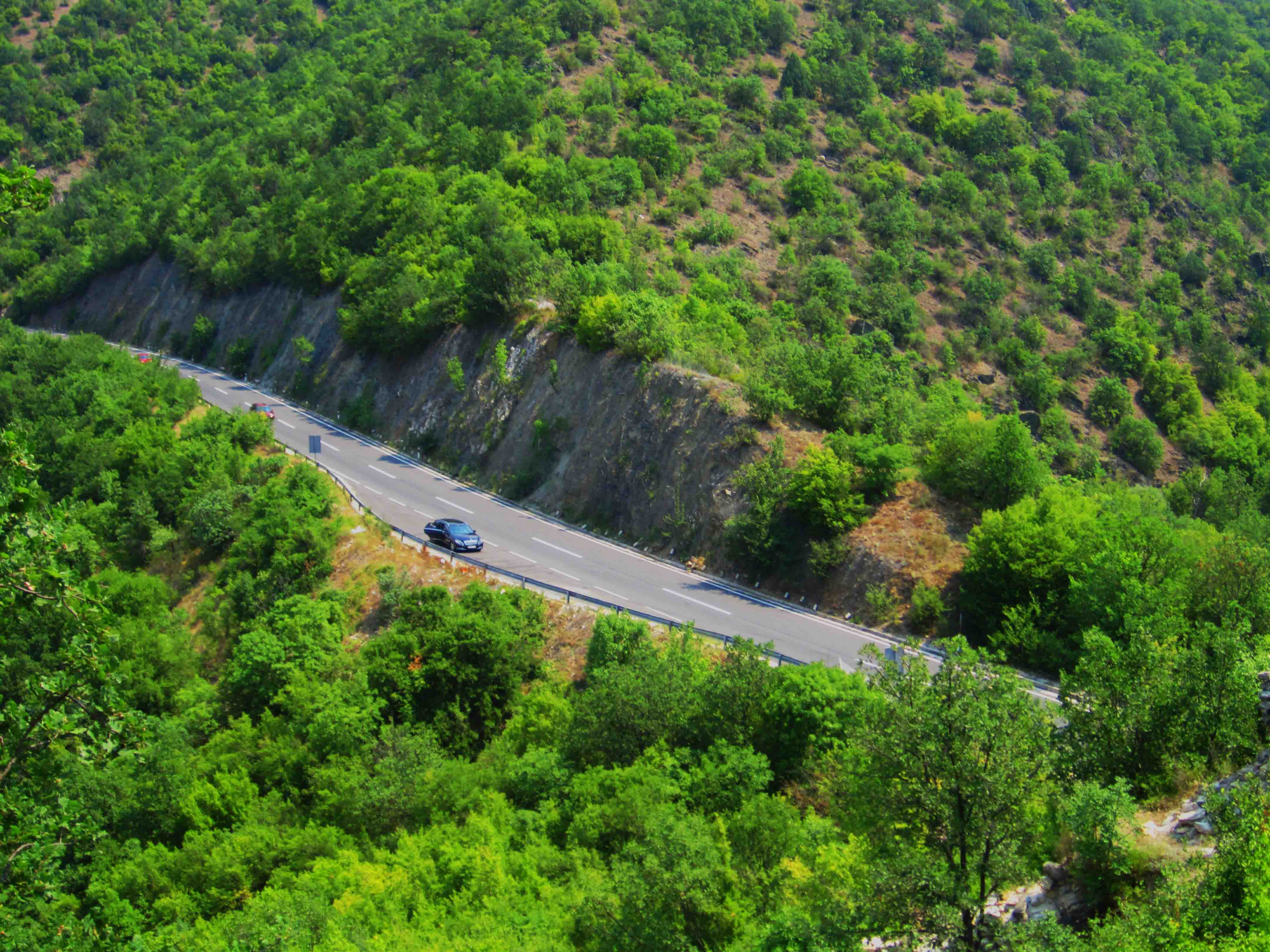
Autostrada A1 spre Veles, pe tronsonul moștenit din vechea autostradă